# Murderdolls
Murderdolls es un grupo estadounidense de horror punk formado en el año 2002 en Hollywood, California. Actualmente la banda está formada y liderada por Wednesday 13. Junto a él, fue miembro original el fallecido Joey Jordison. También son miembros Roman Surman, Jack Tankersley y Racci Shay. Aunque el grupo ha tenido éxito limitado en los Estados Unidos, han acumulado un gran número de fanes en el Reino Unido y Japón. La Banda se reunió con sus integrantes originales y con nuevos integrantes para preparar y lanzar su segundo álbum "Women and Children Last" que fue puesto a la venta el 31 de agosto de 2010.

## Características
El sonido de la banda se compone con sus influencias compartidas, que musicalmente son el Hardcore , Glam metal y una mínima influencia de black metal, así también por los grupos de Heavy metal del 70 y del Glam metal (tales como Kiss y Alice Cooper). La banda también comparte un interés grande por las películas de terror, de las cuales toman imágenes, y referencias. Líricamente está presente siempre el "tongue-in-cheek", ya que tratan asuntos como la Necrofilia, Los Robos, etc. Esto es habitual entre muchas bandas de Horror punk. Murderdolls ha sido descrito como "Una mezcla entre Mötley Crüe y The Misfits" por los críticos y fanes. Además el exbajista Eric Griffin tiene un gran parecido con el bajista de Mötley Crüe, Nikki Sixx.

## Historia
Algunos consideran que la historia de Murderdolls comienza el año 1994 en Des Moines, Iowa, la banda de Joey Jordison llamada "The Rejects" con Dizzy Draztik como vocalista. El sonido de la banda era parecido al sonido que desarrollaría Murderdolls más adelante, excepto el horror en las letras de las canciones.
Joey se fue de esa banda y formó otra banda llamada Slipknot, que firmó con un sello discográfico importante. Durante 1999, en el "Ozzfest" tour, Jordison llamó a Tripp Eisen y le preguntó si le interesaba participar en su proyecto que tenía en mente; volver a formar la banda "Rejects con Draztik". Eisen se interesó en el proyecto y llamó a su amigo que conocía de las bandas Dope y anteriormente de Genitorturers, "Racci Shay" tocaría la batería con ellos. Entonces el bajista de la banda "Vampire Love Dolls" (ese era Acey Slade pero en ese tiempo era conocido como J) tocaba con ellos en vivo.

## Wednesday 13 se integra al proyecto
Irónicamente, Draztik introdujo a Joey Jordison a la música de Frankenstein Drag Queens From Planet 13. Una banda de Horror punk que tenía a Wednesday 13. Entonces Eisen invitó a esta banda para que toque con su banda que en ese momento se llamaban "The Rejects". Fue en noviembre del 2001 cuando Wednesday 13 se integró a la banda como bajista. Eisen quería que Acey Slade fuera integrado como guitarrista, pero esta idea no fue aceptada. Tiempo después Draztik dejó el proyecto y Wednesday 13 fue el nuevo vocalista. Entonces la banda se comenzó a llamar Murderdolls y pronto adoptaron el horror en sus letras. La mayor parte de las canciones de su primer lanzamiento son canciones de Frankenstein Drag Queens From Planet 13, y también Wednesday 13 las utilizaría en todas sus bandas.

## Beyond the Valley of the Murderdolls
13, Jordison y Eisen entraron al estudio de grabación para registrar material de álbum. Y como las otras bandas de Jordison y Eisen, ellos firmaron con el sello Roadrunner Records. Durante marzo del 2002, Ben Graves y Eric Griffin, dos músicos nativos de Boston que vivían en Hollywood se integraron a la banda. Fueron integrados después de que Eisen le mostrara a Jordison un vídeo en el que se les muestra tocando, los dos decidieron que serían una buena pareja para el grupo. La banda tocó por primera vez en vivo el 30 de julio del 2002 en el "Epicenter club" de San Diego, California. Lanzaron un EP a principios del 2002, titulado Right to Remain Violent, contenía temas que serían incluidos en su próximo álbum. Pronto fue lanzado su álbum titulado "Beyond the Valley of the Murderdolls, que traía 15 canciones, 12 de estas ya había sido lanzadas por Frankenstein Drag Queens From Planet 13 y otra fue lanzada por la banda Maniac Spider Trash, pero Wednesday 13 escribió todas las canciones. Cuando se lanzó, era promocionado como "la otra banda" de Jordison, el baterista de Slipknot, o como una "colaboración" entre Jordison y Eisen. Pero solo los fans conocieron la importancia de Wednesday 13 en la banda. El single del álbum fue la canción "Dead In Hollywood", en el vídeo se muestra a Marilyn Manson, que devolvía el favor, ya que Jordison también apareció en su vídeo Tainted Love. Después de solo dos presentaciones en vivo, Eisen decidió seguir con su banda principal llamada Static-X. Entonces Acey Slade, un amigo de Eisen, lo reemplazó en la guitarra.

## Tours
La primera fecha de tours incluían las ciudades estadounidenses de Los Ángeles, Detroit, Chicago e Iowa. Su primera fecha importante fue en el "Summer Sonic Festival" en Tokio, Japón durante en 18 de agosto de 2002, dos días antes de lanzar su disco. Esto ayudó a ganar muchos fans en Japón.
Después tocaron unas fechas en Europa, incluyendo un tour por el Reino Unido. Como en ese tiempo no había tours que combinaran el punk, con el trash glam la banda debió viajar con la banda Papa Roach.
Durante en 2002 y 2003, la banda tocó en muchos festivales, primero en el Big Day Out, en Australia, después de Queens of the Stone Age y Foo Fighters, en donde fueron recibidos favorablemente y el comentarista dijo que su presentación era "Una versión loca y psicópata de los Sex Pistols". Después tocaron en el "Download Festival" y el Rock am Ring, siempre después de Iron Maiden.
Después hicieron un cover de la canción "White Wedding" de Billy Idol e hicieron un vídeo musical que muestra una sala parecida a los de Idols, en donde el grupo canta. Fue lanzado como Sencillo en Reino Unido e incluso fue tocada en los "Top of the Pops".
A finales del 2003 la banda relanzó su disco con seis canciones nuevas: "Let's Fuck", "I Take Drugs", "Crash Crash", "Welcome to the Strange", "I Love to Say Fuck" y "White Whedding", además traía cuatro videos musicales. Dos de las canciones nuevas ya habían sido grabadas por Frankenstein Drag Queens From Planet 13. Entonces hicieron tours por España, Italia, Croacia, Escandinavia y cuatro fechas en el Reino Unido, apoyados por la banda Psychobilly, "Eighties Matchbox B-Line Disaster".

### Hiato
Murderdolls tocó su presentación más reciente el 17 de enero de 2004 en "Corona", california. Después de esto, Jordison volvió a tocar la batería en Slipknot y se inició el hiato. Después de esto, Wednesday 13 y Jordison han dicho que la banda no se ha dividido definitivamente y que volverían a grabar un álbum en el futuro.
Como Murderdolls ha estado dividido mucho tiempo, los miembros han trabajado en varios proyectos como: 
- Wednesday 13: Esta en la banda Wednesday 13 y está resucitando en grupo Frankenstein Drag Queens From Planet 13.
- Joey Jordison: Ha continuado en Slipknot y en otras bandas como Ministry
- Acey Slade: Es vocalista y guitarrista en la banda "Trashlight Vision"
- Eric Griffin: Ha tocado como guitarrista en "Faster Pussycat", "The Napoleon Blownaparts" y "Roxy Saint". Durante el 2006 se integró como guitarrista principal a la banda Wednesday 13.
- Ben Graves: Ha tocado como baterista en la banda Dope, AntiProduct y Nocturne.

### Regreso
En marzo del 2010 regresaron de su periodo de letargo, enseñando sus middle fingers al cielo, sacando la lengua y con ganas de fastidiar a todos esos que han convertido la música rock en algo tan predecible. Su primer álbum en ocho años, se llamará Women and Children Last y está previsto que salga el verano del 2010 a través de Roadrunner Records. Joey comenta, "Hemos esperado ocho años para estar seguros y sabemos que este es el momento adecuado para devolver Murderdolls al mundo. No tenemos nada que perder y nada que demostrar. Así que levanta tu puño con nosotros y sentimos si alguien acaba con la nariz sangrando en el proceso. Se trata de ser maleducados. ¡Las mujeres y los niños serán los últimos!" El grupo se encuentra ahora mismo en un estudio de Los Ángeles dando forma a Women and Children Last. Según una entrevista hacia el grupo el disco va a ser mucho más rudo y agresivo. El primer sencillo de Women and Children last se titula "My dark place alone" y ya tiene videoclip. La banda estará abriendo para Guns N' Roses en 6 shows en su tour por Europa.

## Integrantes
- Wednesday 13 - Vocalista
- Racci Shay - Batería
- Jack Tankersley - Bajo, coros
- Roman Surman - Guitarra, coros
- Joey Jordison - Guitarra

### Anteriores
- Acey Slade
- Eric Griffin
- Ben Graves
- Tripp Eisen - Guitarra

## Discografía

### Álbumes
| Nombre del álbum                     | Información |
| ------------------------------------ | --- |
| Beyond the Valley of the Murderdolls | - Lanzamiento: 20 de agosto de 2002 - UK Chart Position: #40 - Discográfica: Roadrunner Records - Productores: Matt Sepanic, Joey Jordison - Nombre del álbum |
| Women and Children Last              | - Lanzamiento: 31 de agosto de 2010 - UK Chart Position: - Discográfica: Roadrunner Records - Productores: Joey Jordison                                      |

### EP
| Nombre del EP           | Información                                                                                       |
| ----------------------- | ------------------------------------------------------------------------------------------------- |
| Right to Remain Violent | - Lanzamiento: 2002 - Discográfica: Roadrunner Records - Productores: Matt Sepanic, Joey Jordison |

### Sencillos
| Nombre del sencillo | Información                                  |
| ------------------- | -------------------------------------------- |
| Dead in Hollywood   | - Lanzamiento: 2002 - UK Chart Position: #54 |
| White Wedding       | - Lanzamiento: 2002 - UK Chart Position: #24 |
| My Dark Place Alone | - Lanzamiento: 2010 - UK Chart Position: ¿?  |

## Trivia
- El nombre Murderdolls es un híbrido entre los nombres de las bandas "Murder Junkies" y "New York Dolls, Jordison sugirió este nombre originalmente como broma, pero después les gusto. Wednesday 13 dijo que le gustaba el nombre “Es como las muñecas violentas de Nueva York”.

- Después de un "Metal Hammer Awards", el baterista Ben Graves comenzó a pelear con el vocalista de Cradle of Filth, Dani Filth. Dicen que Dani entró en el área vip de Murderdolls y comenzó a discutir con los integrantes de Murderdolls, antes de ser "expulsado" por Graves.

- Murderdolls aportó la canción "Welcome to the Strange", para la banda sonora de la película Freddy contra Jason.

- Durante su viaje con Iron Maiden, la banda casi fue expulsada del tour. Esto fue debido a que estando Murderdolls y Iron Maiden en una fiesta en su hotel a las 4:00am; Ben Graves lanzó accidentalmente una botella a un integrante de Iron Maiden, mientras que Jordison casi orina en otro.

- La canción "Dead In Hollywood" se puede oír brevemente en uno de los jingles de la emisora ficticia Liberty Rock Radio, del videojuego Grand Theft Auto: IV, aunque la misma no pueda ser escuchada completa en el juego, siendo exclusiva de aquel jingle.